# John A. Young
 (décembre 2013).
Si vous disposez d'ouvrages ou d'articles de référence ou si vous connaissez des sites web de qualité traitant du thème abordé ici, merci de compléter l'article en donnant les références utiles à sa vérifiabilité et en les liant à la section « Notes et références ».
Pour les articles homonymes, voir John Young et Young.
John A. Young est un chef d'entreprise américain, né le 24 avril 1932 . Il a été entre autres, PDG de Hewlett-Packard de 1978 à 1992.

## Biographie
John Young nait en 1932 à Nampa (Idaho). Il obtient un diplôme en génie électrique en 1953 de l'université d'État de l'Oregon après obtention d'un MBA de l'université Stanford.

## Études
Il fait ses études à l'université de l'Oregon puis un MBA à Standford.

### Carrière militaire
De 1954 à 1956, il sert comme lieutenant dans l'US Air Force . 

### Carrière professionnelle
En 1958, il rejoint Hewlett-Packard dont il devient vice-président en 1968 puis directeur général en 1974. 
En 1978, il succède au fondateur William Hewlett, au poste de PDG de Hewlett-Packard jusqu'en 1992 où il cède sa place à Lewis E. Platt (en). 
En 1985, il est élu directeur de Chevron Texaco jusqu'en 2003 et administrateur de 2000 à 2003. 
De 1995 à 2001, il est élu directeur puis président de Novell.

### Conseiller de la maison blanche
En 1986 il fonde et préside la « Commission sur la compétitivité industrielle » du président Ronald Reagan jusqu'en 1990. 
Il siège au Comité du président Bill Clinton comme conseiller pour la « Science et la Technologie » de 1993 à 2000.

### Responsabilités actuelles
Actuellement, John Young est :
- directeur de d'Affymetrix, Fluidigm Corporation, Nanosys Inc, et des sciences Perelgen, Inc ;
- membre de l'Académie nationale d'ingénierie des États-Unis et travaille pour Chevron et Novell ;
- membre du conseil d'administration de la Wells Fargo, International Integration, Lucent Technologies, Smith Kline Beecham et Agere Systems.